# Achelia crurispinifera
Achelia crurispinifera är en havsspindelart som beskrevs av Kim, H.S. och I.H. Kim 1985. Achelia crurispinifera ingår i släktet Achelia och familjen Ammotheidae. Inga underarter finns listade i Catalogue of Life.